# Kerncentrale Ågesta
Kerncentrale Ågesta (Zweeds: Ågestaverket) in het district Farsta van het stadsdeel Farsta (Stockholm) in de provincie Stockholms län was de eerste commerciële kernreactor in Zweden.
Deze kerncentrale had een rol in het Zweedse kernwapenprogramma, maar ook een rol als energiecentrale voor het stadsdeel Farsta.
De reactor is door ASEA gebouwd en staat ondergronds. Deze reactor staat ook bekend als R3 of Adam. De reactor is in 1974 permanent stilgelegd.